# فرانسوا فيليب
فرانسوا فيليب (بالفرنسية: François Philippe)‏ هو لاعب كرة قدم فرنسي، ولد في 4 نوفمبر 1930 في Penhars ‏ في فرنسا. لعب مع نادي لوهافر.

## وصلات خارجية
- فرانسوا فيليب على موقع قاعدة بيانات كرة القدم.إي يو (الإنجليزية)
- فرانسوا فيليب على موقع عالم كرة القدم.نت (الإنجليزية)
- فرانسوا فيليب على موقع أوليمبيديا (الإنجليزية)